# 黎元亮
黎元亮（越南语：／；1895年—？年），越南阮朝官員。

## 生平
黎元亮是廣治省由靈縣安美總春城坊（今屬廣治省由靈縣靈海社）人，成泰七年（1895年）出生，三甲黎發之子，舉人黎溥之兄。維新九年（1915年），參加承天場鄉試，考中舉人。啟定四年（1919年），會試中格，庭試考中副榜。後任濰川知縣。